# Котовский сельсовет (Касторенский район)
Котовский сельсовет — муниципальное образование со статусом сельского поселения в Касторенском районе Курской области Российской Федерации.
Административный центр — село Котовка.

## История
21 октября 2004 года законом Курской области № 48-ЗКО «О муниципальных образованиях Курской области» установлены статус и границы Котовского сельсовета. 
Законом Курской области от 26 апреля 2010 года № 26-ЗКО Котовский и Погожевский сельсоветы объединены в Благодатенский сельсовет.
Законом Курской области от 14 декабря 2010 года № 109-ЗКО Благодатенский сельсовет переименован в Котовский сельсовет.

## Население
| 2002 | 2010  | 2012 | 2013 | 2014 | 2015 | 2016 |
| ---- | ----- | ---- | ---- | ---- | ---- | ---- |
| 796  | ↗1008 | ↘919 | ↘882 | ↘867 | ↘850 | ↘823 |
| 2017 | 2018  | 2019 | 2020 | 2021 |      |      |
| ↘801 | ↘796  | ↘752 | ↘746 | ↗806 |      |      |

## Состав сельского поселения
| № | Населённый пункт | Тип населённого пункта       | Население |
| - | ---------------- | ---------------------------- | --------- |
| 1 | Белогорье        | посёлок                      | ↘114      |
| 2 | Благодать        | деревня                      | ↘166      |
| 3 | Гудовка          | деревня                      | ↘17       |
| 4 | Котовка          | село, административный центр | ↘418      |
| 5 | Лозовка          | деревня                      | ↘157      |
| 6 | Погожево         | село                         | ↘136      |

## Достопримечательности
- Каменная церковь Михаила Архангела —  в селе Погожево (1876)